# Хастур
Хасту́р (англ. Hastur, реже Hasthur, Xastur, Xasthur) — вымышленное божество, которое создал американский писатель Амброз Бирс, упоминавший его в рассказе «Пастух Гаита» (1893) как доброго бога пастухов. В дальнейшем Роберт Чемберс упоминал Хастура в сборнике «Король в жёлтом» (1895), для обозначения, как существа, так и места в небе, у созвездия Гиад и Альдебарана. Говард Филлипс Лавкрафт кратко упомянул Хастура и Жёлтый знак в повести «Шепчущий во тьме» (1930). Август Дерлет изменил описание Хастура, сделав его «Старшим богом» и дал ему название «Невыразимый» или «Тот, Кого Нельзя Называть». Более поздние писатели и последователи «Мифов Ктулху» адаптировали образ Хастура, а у его имени появились названия Ассатур, Ксастур, Хаазтре, Кайван (англ. Assatur, Xastur, H'aaztre, Kaiwan). Хастур один из самых спорных и мало разработанных образов «Мифов Ктулху».

## В творчестве Амброза Бирса
Амброз Бирс создал божество Хастура (англ. Hastur) в коротком рассказе «Пастух Гаита» (англ. Haïta the Shepherd) (1886), что вошёл в сборник «Может ли это быть?». Сколько-нибудь подробных описаний Хастура у Бирса нет. Гаита жил в горах и молился в святилище Хастура, благосклонного пастушьего бога; он играл на тростниковой дудочке мелодии, которые слушали мелкие лесные божки, но он их никогда не видел — это традиционные черты древнегреческой литературы. В мифологии Древней Греции Пан является богом пастушества; он обучил мелодиям Дафниса, — юноши пастуха. К этим образам обращались многие авторы.

Как Бирс придумал это название не ясно. Пан происходит от слова «пастбище» (англ. «pasture»). Хастур созвучно с английским «pasture» и близко к латинскому «пастух» (лат. «pastor»), от которого происходит термин «пастырь» и церковное звание «пастор» (англ. pastor), соответствующие роли Гаиты как доброго пастуха и служителя Хастура. Энно Литман обращает внимание на родственные слова «hasta» в санскрите, сирийские «kustúr» и «hast-ûr», которые переводятся как «рука».  

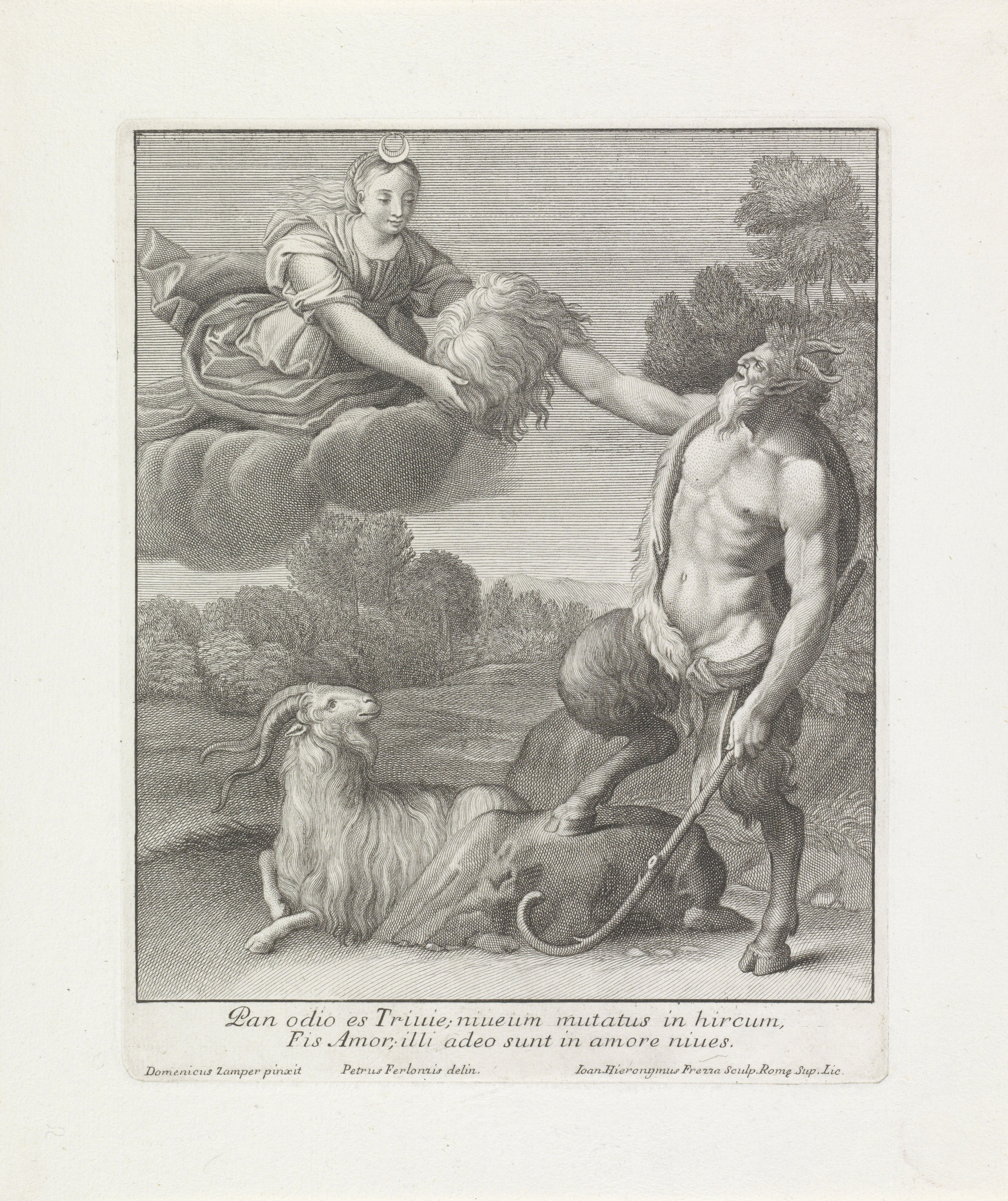
Пан, бог пастухов, дарит руно Диане (Луне)

В рассказе «Пастух Гаита» Гаита молит Хастура о заботе над жителями деревни и ищет счастье:
Гаита вставал с восходом солнца и спешил к алтарю Хастура, пастушьего бога, который слышал его молитвы и был доволен. Он искал счастье, что может прийти только нечаянно, а если его ищешь, то никогда не найдёшь; ведь после благосклонности Хастура, который никогда никому не являлся, Гаита превыше всего ценил доброту соседей - застенчивых бессмертных, населявших леса и воды.
Хастур, слышав молитвы Гаита, щадил города и направлял потоки в море. Гаита перестал обращаться к овцам с добрым словом, перестал резво бегать к алтарю Хастура. В каждом дуновении ветра ему слышались шёпоты злых духов, о существовании которых он раньше и не догадывался.

Вокруг Гаита разлилось великое сияние, и он посмотрел вверх, решив, что сквозь облака проглянуло солнце; но небо было безоблачно. На расстоянии протянутой руки от него стояла прекрасная девушка. Говорила она голосом, в котором было больше музыки, чем во всех колокольчиках его стада: «Ты хорошо заботился о стаде и не забыл поблагодарить Хастура». Имя её было Счастье.  
В произведении «Житель Каркозы» (1886) упоминается город «Каркоза» и человек «Хали» (англ. Hali), — псевдоним индийского писателя Алтафа Хусейна (1837-1914); а также чёрные звёзды Гиад и Альдебарана. Эти имена более поздние авторы должны будут ассоциировать с Хастуром. Неназванный рассказчик бродит по долине, размышляя о смерти, пока не находит руины города и свою могилу, а затем замечает, что он не отбрасывает тени. В последнем предложении говорится, что все это рассказал медиуму Бейроулзу дух Хосейба Аллара Робардина.
Некоторые исследователи отмечают, что источником цитат Бирс указывал «Тайную книгу Хали» (англ. Secret Book of Hali), но это название не встречается в его записях и черновиках. Также Бирс создал «Чудеса Науки Морристера (англ. Marvels of Science). Роберт Прайс в статье «Заверяющая формула в Некрономиконе» (1982) обращает внимание на сходство цитат в вымышленных книгах от вымышленных авторов: «Тайную книгу» Хали и «Чудеса Науки» Морристера из творчества Бирса; и то какое они влияние оказали на «Некрономикон» Альхазреда из творчества Лавкрафта.

## В творчестве Роберта Чемберса

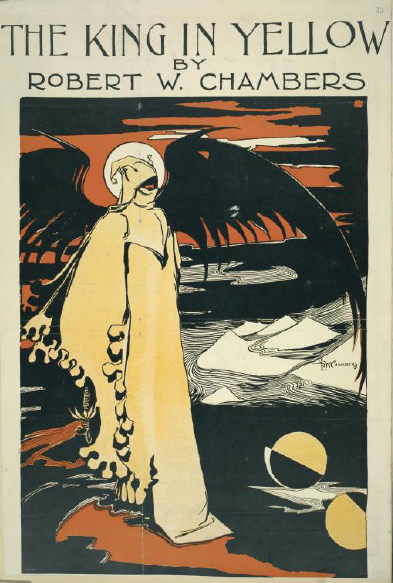
Рисунок Роберта Чемберса со скипетром и шляпой шута, «Король в жёлтом», издание 1895 года

Роберт Чемберс использовал имя «Хастур» из рассказа Амброза Бирса в своём сборнике «Король в жёлтом» (1895), где обычно выделяют первые четыре, так называемых «жёлтых рассказа», где упоминаются: проклятая пьеса, Король в жёлтых одеяниях и бледной маске, а также почерпнутые у Бирса звёзды Гиад и Альдебаран, город-призрак Каркоза, имена Хастур, Алар и Хали. Связь «Короля в жёлтом» и Хастура неясна и является предметом споров. Чемберс не приводит описания Хастура: в одном случае это титул, во втором топоним, в третьем название небесного тела, а в четвёртом Иной мир. В отличие от бога пастухов Бирса, у Чемберса Хастур не получил определённой роли, она меняется в каждом случае. В этой неопределённости с ролью Хастура, и том, как Хали из имени человека стало названием озера, можно увидеть определённую литературную игру по заимствованию и переработке образов. Фактически, единственное использование имени Хастура у Чемберса — эпизод, где герои читают пьесу «Король в жёлтом» и «говорят о Хастуре и Каркозе». В рассказе «Демуазель д’Ис» Хастур, — человек.

В рассказе «Восстановитель репутаций» (1895) герой хочет стать Королём в жёлтом и упоминает Каркозу и Хастура — как место, рядом с Гиадами и Альдебараном:
я знал все наизусть рукопись «Императорские династии Америки», от начала «Когда из Каркозы, Гиад, Хастура и Альдебарана» до даты рождения кузена.
Я не могу забыть Каркозу, где в небесах сияют чёрные звёзды, а тени человеческих мыслей удлиняются после полудня, когда солнца-близнецы опускаются в озеро Хали. И мой разум навсегда сохранит воспоминания о Бледной Маске.
Он упомянул создание династии в Каркозе, озера которой связывают Хастур, Альдебаран и тайну Гиад.
Зубчатые лохмотья Короля в Жёлтом должны всегда скрывать Ихтилл.
Время пришло, люди должны узнать о сыне Хастура, а весь мир – поклониться чёрным звёздам, что висят в небесах над Каркозой.

Наконец-то я был Королём, Королём по праву в Хастуре, Королём, потому что я знал тайну Гиад, и мой разум изучил глубины озера Хали. Я был Королём!
В рассказе «Маска» скульптор упоминает Хастура как некий объект в небе:
Я думал о Короле в Жёлтом, облачённом в фантастических цветов изорванную мантию, и печальном плаче Кассильды – «Не на нас, о Король, не на нас!» Изо всех сил я лихорадочно пытался отогнать от себя эти мысли, но видел озеро Хали, гладкое и прозрачное, не было ни волн, ни ветра, который бы их поднял, и видел башни Каркозы позади луны. Альдебаран, Гиады, Алар и Хастур скользили в разрывах облаков, которые колебались словно фестончатые лохмотья «Короля в Жёлтом».
Чемберс упоминает Жёлтый Знак в двух рассказах, ограничившись лишь намёками на его форму, не дав описания. В рассказе «Жёлтый знак» художник находит «Жёлтый Знак» и пьесу «Король в Жёлтом» в своей библиотеки (хотя, её там не было): 
Наступила ночь и время долго тянулось, пока мы шептались о «Короле в Жёлтом» и Бледной маске, полночь окутала крыши и шпили города. Мы говорили о Хастуре и Кассильде, в то время как за окнами снаружи клубился туман, словно, пенистые волны, что набегают на берег озера Хали. 
Благодаря заимствованию у Бирса мотивов, имён и названий, Чемберс «создал свой гобелен космического ужаса», вытканный на полотне безумия, нереальности и таинственности, в атмосфере которых решаются судьбы персонажей после того, как они читают проклятую пьесу. Чемберс добился этим весьма сильного эффекта в своей книге, о чём Лавкрафт верно заметил в письме Кларку Эштону Смиту от 24 июня 1927 года: 
Насколько я знаю, Каркоза является творением Амброза Бирса, как Хастур и некоторые другие элементы. Чемберса, должно быть, сильно впечатлили «Житель Каркозы» и «Пастух Гаита», которые были впервые опубликованы во времена его юности. Но он даже превзошёл Бирса в создании вызывающего дрожь ужасного фона – смутных, тревожных воспоминаний, которые поневоле возникают из самых глубин памяти.  

## В творчестве Лавкрафта
Говард Лавкрафт, прочитав в 1927 году рассказ «Жёлтый знак» из сборника «Король в жёлтом» Роберта Чемберса, добавил упоминание в повести «Шепчущий во тьме» (1930) Хастура, символа Жёлтый знак, озера Хали из творчества Амброуза Бирса. Лавкрафт ни разу не описывает Хастура и не называет его «Король в Желтом». Есть всего два места в повести, когда упоминается Хастур среди прочих сущностей и локаций:

Я столкнулся с именами, которые встречал ранее лишь в контексте самых зловещих предположений - Юггот, Великий Ктулху, Тсатхоггуа, Йог-Сотот, Р'льех, Ньярлатхотеп, Азатот, Хастур, Йян, Ленг, Озеро Хали, Бетмура, Жёлтый Знак, Л'мур-Катхулос, Брэн и Магнум Инноминандум - и был перенесён через безвестные эпохи и непостижимые измерения в миры древних, открытых реальностей, о которых безумный автор "Некрономикона" лишь смутно догадывался. Оригинальный текст (англ.)I found myself faced by names and terms that I had heard elsewhere in the most hideous of connections—Yuggoth, Great Cthulhu, Tsathoggua, Yog-Sothoth, R'lyeh, Nyarlathotep, Azathoth, Hastur, Yian, Leng, the Lake of Hali, Bethmoora, the Yellow Sign, L’mur-Kathulos, Bran, and the Magnum Innominandum—and was drawn back through nameless aeons and inconceivable dimensions to worlds of elder, outer entity at which the crazed author of the Necronomicon had only guessed in the vaguest way.

Из этой цитаты неясно, является ли Хастур Лавкрафта божеством, сущностью, местом или космическим объектом. Эта двусмысленность повторяется в описании Лавкрафта. В повести говорится о существовании сектантов Жёлтого знака, как культа, который, возможно, враждебно настроен к Ми-Го, которые служат Древним богам:

В действительности же они никогда не причиняют людям вреда сознательно, однако часто подвергаются жестокому преследованию со стороны представителей человеческого рода. Существует, например, тайный культ сатанистов (вы, как эрудированный в области мистики человек, поймёте, если я свяжу их с Хастуром или Жёлтым Знаком), целью которого является выследить эти создания и нанести им удар, как чудовищным силам из другого измерения.Оригинальный текст (англ.)Actually, they have never knowingly harmed men, but have often been cruelly wronged and spied upon by our species. There is a whole secret cult of evil men (a man of your mystical erudition will understand me when I link them with Hastur and the Yellow Sign) devoted to the purpose of tracking them down and injuring them on behalf of monstrous powers from other dimensions. It is against these aggressors—not against normal humanity—that the drastic precautions of the Outer Ones are directed.

### Культ
В своем эссе «Сверхъестественный ужас в литературе» (1927) Лавкрафт пишет о «Жёлтом знаке» Чемберса и что в Каркозе действовал Культ Хастура:

Наткнувшись на адскую и запретную книгу ужасов, эти двое узнают, среди других отвратительных вещей, которые не должен знать ни один здравомыслящий смертный, что этот талисман действительно является безымянным Жёлтым Знаком, переданным от проклятого Культа Хастура - от изначальной Каркозы, к которой он частично относится...Оригинальный текст (англ.)After stumbling queerly upon the hellish and forbidden book of horrors the two learn, among other hideous things which no sane mortal should know, that this talisman is indeed the nameless Yellow Sign handed down from the accursed cult of Hastur—from primordial Carcosa, whereof the volume treats.

Судя по этой цитате, возможно, Лавкрафт не только признал Хастура одним из мифологических богов, но даже сделал его таким, чтобы он напоминал книгу Чемберса.
Лавкрафт более не возвращался к имени Хастур и не упоминает «Короля в Жёлтом», никак не связывая эти образы. Обращение «Король в жёлтом и бледной маске» можно сравнить с таким персонажем, как «Жрец в жёлтой шёлковой маске» из повести «Сомнамбулический поиск неведомого Кадата» (1927), за образом которого скрывался ползучий монстр Хастур.

## В творчестве Августа Дерлета

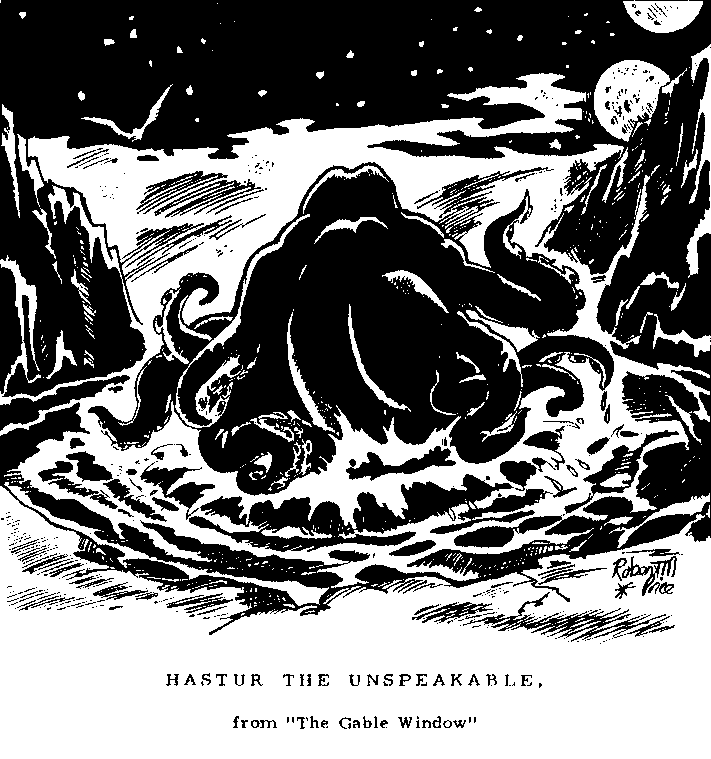
Хастур из рассказа «Окно в мансарде» в образе Августа Дерлета. Иллюстрация: Роберта Прайса,Склеп Ктулху, 1982 год

Август Дерлет ввёл термин «Мифы Ктулху», но также предлагал «Мифы Хастура». Он пытался доработать концепции Лавкрафта и превратил Хастура в Великого Древнего бога, отпрыска Йог-Сотота, сводного брата Ктулху и, возможно, «Магнум Инноминандума». Дерлет начал описывать Хастура с рассказа «Логово Звёздных отродий» (1932), написанного в соавторстве с Марком Шорером, где он назван «Невыразимый». Хастур Дерлета превратился из пасторального божества Бирса в одного из Великих Древних с характерным космическим обликом, унаследовавшим определённые черты Ктулху, такие как щупальца.

В рассказе «Пришелец из космоса» (1936-1957) Дерлет иначе интерпретировал Хастура, сделав его братом и соперником Ктулху, находящимся с ним в состоянии вечной космической войны. В этом воплощении у Хастура есть несколько Аватаров: «Король в жёлтом» (Чемберса) и «Feaster from Afar» (Бирса), которых Дерлет упоминает вслед за Лавкрафтом, но при этом создаёт свой оригинальный образ:
Чёрное, сморщенное, летающее чудовище с щупальцами и острыми как бритва когтями, которые могут пронзить череп жертвы и выкачать мозг.

С Земли Великая раса бежала обратно в космос, сначала на планету Юпитер, а затем дальше, к той звезде, на которой они сейчас находились. Тёмной звезде в Тельце, где они всегда оставались настороже, опасаясь вторжения из области озера Хали, которое было местом изгнания Хастура, одного из Древних, поверженных Старшими богами.
В рассказе «Возвращение Хастура» (1936-1939) Дерлет причисляет Хастура к элементалям воздуха и добавляет звание «Тот, Кто Не Может Быть Назван» из повести «Курган» Лавкрафта:
Великий Ктулху – одно из Существ Воды, а Хастур принадлежит к тем, кто без устали скитается по звёздным пространствам. Великий Ктулху был изгнан и заточён под Моря Земли, а Хастур – во внешний космос, в то место, где висят чёрные звёзды, и это место определяется как Альдебаран в Гиадах. А теперь что касается записки от тибетского жреца: в свете всех этих вещей один факт должен стать совершенно ясен. Хаддон, вне всякой тени сомнения, совершенно определённо, «Тот, Кто Не Может Быть Назван» – не кто иной, как сам Хастур Невыразимый! 
После смерти Дерлета в 1971 году, Хастур в творчестве других писателей начал перенимать атрибуты космического божества и «Короля в Жёлтом».

## В творчестве Других писателей

### Брайан Ламли
Брайан Ламли мельком упоминал Хастура сразу в нескольких своих рассказах 1970-80-х годов: «Поднявшийся с Суртсеем», «Кошмар на ярмарке», «Дом у озера», «Возвращение Чёрного» и «Сообщение Джона Гибсона». При этом он продолжил использовать мотивы Дерлета, называя Хастура повелителем межзвёздных пространств, заточённым в озере Хали.

### Лин Картер
Лин Картер описывает Хастура в своей книге «Г.П. Лавкрафт: Боги». Картер продолжил использовать мотивы Дерлета и развил их, дополнив различными элементами из произведений Бирса и Чемберса, например, в книге «Некрономикон: Перевод Ди» (1989), «Странная рукопись, найденная в лесах Вермонта» (1988) «Что-то в лунном свете» (1980), «Вне времён» (1975), «Наследие Уинфилда» (1981).

В рассказе «Наследии Уинфилда» рассказчик поддаётся искушению жутких Червей Земли:
Величественные крылатые Биаки служат Хастуру в тёмных пространствах меж звёзд, ожидают моего пришествия, чтобы отправиться к тёмной звезде в Гиадах, в Каркозу у туманных берегов озера Хали, к подножию Древнего Трона, где Король в Жёлтом – и даже Ихтилл Вековечный, – примет мою Клятву, и где я получу предпоследнее воздаяние за свою службу, а затем, наконец, увижу то, что скрыто под Бледной Маской...
В рассказе «Что рассказывают в Каркозе о Хали», мудрец отправляется к озеру, возле города, улицы которого заполонили мёртвые, чтобы усмирить обитающее в его водах чудовище:
Ибо таким, как мудрый Хали, было ведомо, что существо, сброшенное в Чёрное озеро, есть сам Хастур Невыразимый, Тот кто не может быть назван, Великий Повелитель Древних, повелитель и мятежник, восставший против Старших богов. Не скован Хастур в эти дни в глубинах Чёрного озера, но сокрыт в них, страшащийся быть обнаруженным теми, кого он предал и покинул. Великий и могущественный Хастур превосходит любого смертного.
В рассказе «Ужасе в галерее» описывается генеалогия Древних и Хастура, в которой Йог-Сотот стал отцом Ктулху и спарился с неким божеством в месте, не имевшем названия, став отцом его сводного брата – Хастура Невыразимого

### «Цикл Хастура»

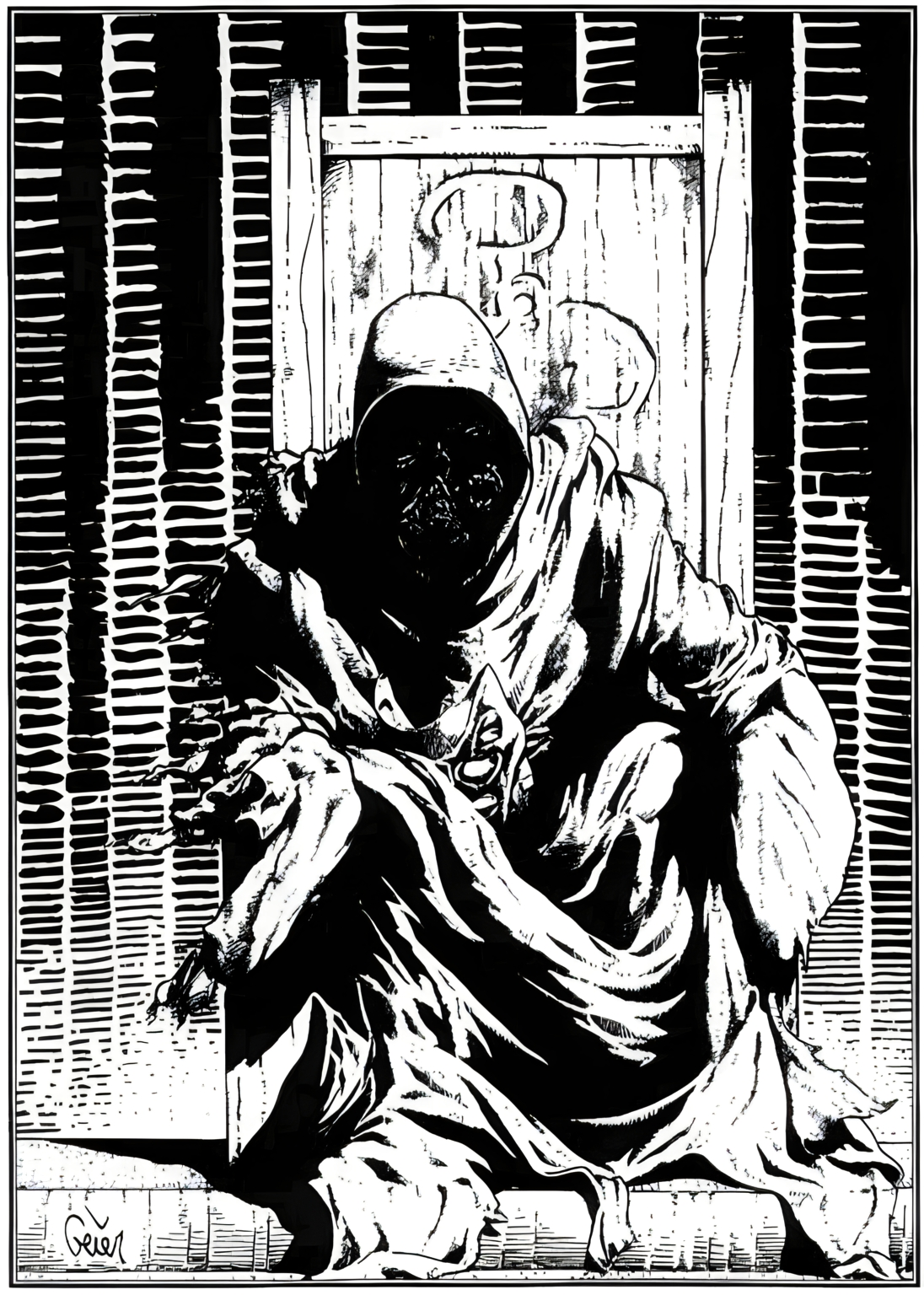
«Король в жёлтом», иллюстрация Эрла Гейера, Chaosium, 1989 год

Chaosium выпустило сборник «Цикл Хастура» под редакцией Роберта Прайса, состоящий из 13 рассказов, которые создали и определяют Ужасного Хастура, Короля в жёлтом, Юггота и Каркозы:
- «Каркоза» Ричарда Тирни
- «Пастух Гаита» Амброуза Бирса
- «Житель Каркозы» Амброуза Бирса
- «Восстановитель репутации» Роберта Чемберса
- «Жёлтый знак» Роберта Чемберса
- «Река ночных грёз» Карла Эдварда Вагнера
- «Больше света» Джеймса Блиша
- «Роман чёрной печати» Артура Мэкена
- «Шепчущий во тьме» Говарда Лавкрафта
- «Документы по делу Элизабет Экли» Ричарда Лупоффа
- «Шахта на Югготе» Рэмси Кэмпбелла
- «Высадка на Юггот» Джеймса Уэйда
- «Возвращение Хастура» Августа Дерлета
- «Feaster from Afar» Джозефа Пейна Бреннана [второе исправленное издание]
- «Чёрный лотос» Лин Картер
- «Невыразимое» Лин Картер
- «Кандидат» Лин Картер
- «Каркоза» Лин Картер
- «Истории Каркозы о Хали» Лин Картер
- «Король в жёлтом: трагедия в стихах» Лин Картер и Роберт Прайс.

### Другие
Последователи «Мифов Ктулху» заимствовали образ Хастура и создали множество новых описаний, которые противоречит одно другому.
- «Семя Звездного Бога» Ричард Тирни
- В рассказе «Бабуля» Стивена Кинга ведьма овладевает разумом бабули, а её внук пытается изгнать её именем Хастура. Также Хастур появился в экранизации 2014 года «Милосердие»
- В «Собрании шведских культов» Андерса Фагера ученые из Стокгольма «Фонда Каркозы» поклоняются Хастуру: огромному аморфному существу, напоминающему осьминога и свою сводную племянницу Ктиллу
- Мэрион З. Брэдли, однако без связи с «Мифами Ктулху»
- Персонаж с таким именем также действует в романе Терри Пратчетта и Нила Геймана «Благие знамения»
- В цикле «Инквизитор» Дэна Абнетта (рассказ Перигелий / Perihelion (2012) и роман Пария / Pariah (2012)) «Жёлтый Король» один из главных антагонистов
- «Дельта Гриин: обратный отсчет» Детвиллер
- «Тайны Японии» Дзесинский
- «Кольцо Гиад» Глэсби
- «Некрономикон» Левенда
- «Цикопедия божеств и полубогов» Уорд и Кунц

## В массовой культуре

### Настольные игры
- В настольной игре «Зов Ктулху» Хастур один из Внешних богов.
- В настольной игре «Ужас Аркхэма» Хастур выступает в качестве одного из боссов. В том числе, ему посвящено отдельное дополнение «Король в жёлтом».
- В настольной игре "Ужас Аркхема: карточная игра" Хастур выступает в качестве босса в дополнении "Путь в Каркозу"
- В настольной игре «Древний Ужас» Хастур также выступает в качестве одного из боссов. Здесь, ему посвящено дополнение «Знамения Каркозы»
- В настольной игре Дарвина Касла «Миры Ктулху» представлен на картах «Неназываемый» и «Король в жёлтом», так же представлена карта «Жёлтый знак», имеющая прямое отношение к вышеупомянутому персонажу.
- В настольной игре «Pathfinder» описано, что Хамен-Дор, чудовище в виде поганок, костей, трупов обитает в Каркозе, откуда явился Хастур, который слился с телами и душами тех, кто попал в Каркозу.
- Во вселенной Warhammer 40000 есть персонаж по имени Гастур Сеянус, погибший в первой книге цикла «Ересь Хоруса»

### Кино
- Упоминается в фильме Милосердие (2014 г.).
- В первом сезоне сериала «Настоящий детектив» (2014 г.) фигурирует культ, поклоняющийся Хастуру.
- В группе художественных произведений (аниме, ранобе) о Няруко-сан (ニャル子), Haiyore! Nyaruko-san (這いよれ! ニャル子さん) , появляется персонаж Хастур (ハスた).

### Видеоигры
- В видеоигре «Magicka» финальным боссом является демон Ассатур, носящий жёлтую мантию.
- В видеоигре Darkest Dungeon одним из случайных боссов является Коллекционер (The Collector) который также носит жёлтую мантию и клетку на голове напоминающую корону, более того после победы над ним нам достается (Загадочный трапецоэдр) Puzzling Trapezohedron, однако это просто предмет для продажи. «Похищение рассудка» создатели игры поняли весьма своеобразно, поскольку Коллекционер собирает головы людей которые использует в бою.
- В видеоигре «ICEY» с ним связана секретная (настоящая) концовка, и одна из основных концовок.
- В видеоигре «Demon's Souls» финальным боссом 3 мира является король в жёлтом. При этом в лоре игры говорится, что жёлтое одеяние пожирает разум и душу носящего это одеяние.
- В мобильной видеоигре Identity V является одним из игровых персонажей в роли охотника.
- В видеоигре «Hearthstone» в аддоне «Rise of shadows» (Возмездие теней) к Хастуру напрямую отсылает карта «Convincing Infiltrator» (Убедительный лазутчик), сделанная как отсылка к аддону «Whispers of the Old Gods» (Пробуждение древних богов), тематика которого напрямую относится к интерпретации творчества Лавкрафта в «World of Warcraft».
- В видеоигре «The Sinking City» Король в жёлтом — это Йоханнес ван дер Берг, с которым главному герою предстоит неоднократно пересечься во время прохождения основного сюжета.
- В видеоигре «League of Legends» фамилию Хастур носит один из играбельных персонажей — маг огня Энни.
- В визуальной новелле The testimony of Trixie Glimmer Smith Хастур является главным антагонистом.
- В компьютерной и мобильной хоррор-игре «The Baby in Yellow» есть большое количество отсылок к мифам Ктулху и, в некоторой степени, и самому Хастуру.
- Хастур встречается в серии игр «Fear&Hunger» где носит псевдонимы Король в Жёлтом, а также Кайзер.

### Музыка
- Американская группа Xasthur, исполняющая суицидальный блэк-метал, названа в честь Хастура.
- Композиция «Дети Воздуха, дети Сна» российской группы «Lamia Morra» (альбом «Liber Logaeth», 2012) посвящена вечному противостоянию служителей культов Хастура и Ктулху.
- Российский композитор HASTUR NM, работающий в абстрактных жанрах, делающий мрачную музыку, назван в честь Хастура
- Песня «Неизрекаемый» группы Birth Of The Monolith (EP «Культ» 2018) полностью посвящена Хастуру или Королю в Жёлтом.
- Песня «Xasthur» красноярской блэк-метал-группы Ultar с альбома Kadath посвящена не только Хастуру, но и другим богам из пантеона Лавкрафта. Само название группы и их творчество отсылает к творчеству Лавкрафта.